# Gütersloher SC
Der Gütersloher SC (offiziell: Gütersloher Squash-Club e.V.) war ein Squashverein aus Gütersloh.

## Geschichte
Der Verein wurde im Jahre 1980 gegründet. Ende der 1990er Jahre hatte die von Peter Langhammer trainierte Frauenmannschaft ihre erfolgreichste Zeit, als sie 1996, 1998 und 1999 deutscher Meister wurde. Von 1998 bis 2000 gewannen die Frauen dreimal in Folge die European Squash Club Championships, den Europapokal der Landesmeister. Im Jahr 2001 zog der Verein seine Mannschaft aus der Bundesliga zurück und löste sich im Jahre 2009 mangels Mitgliedern wieder auf.

## Bekannte Spielerinnen
- Linda Charman (* 1971)
- Daniela Grzenia (* 1971)
- Simone Korell (* 1968)

## Erfolge
- Deutscher Meister der Frauen: 3 Titel (1996, 1998, 1999)
- Sieger der European Squash Club Championships der Frauen: 3 Titel (1998, 1999, 2000)